# Klizište
Klizište je dio padine na kojem je zbog poremećaja stabilnosti došlo do klizanja tla, to jest kretanja površinskoga sloja zemlje. Stabilnost tla ovisna je o strmini i obliku padine, geomehaničkim svojstvima tla, rasporedu slojeva tla i drugom. Najčešći je uzrok klizanja tla promjena razine podzemnih voda, ali i promjena tokova površinskih voda, sezonske promjene vlažnosti i temperature zraka, tektonski poremećaji i potresi, te neprikladni zahvati na tlu, na primjer iskrčivanje vegetacije, promjena režima podzemnih voda, oblika padine ili opterećenja na tlu. Klizište se može javiti kako na prirodnim padinama tako i na izgrađenim pokosima. Klizanje može biti polagano (puzanje tla), ili se može dogoditi u kratkome razdoblju. Plitka klizišta najčešće nastaju u glinama velike plastičnosti. 
Sanacija klizišta provodi se građevinskim zahvatima, obično izvedbom drenažnoga sustava, kojim se snizuje razina podzemne vode (drenaža), promjenom oblika padine kako bi se smanjilo opterećenje gornjega dijela klizišta, uz povećanje opterećenja na donjem dijelu klizišta, izvedbom potpornih zidova, sadnjom raslinja i drugim. Pojava klizišta utvrđuje se opažanjem na terenu, te mjerenjem pomaka tla tijekom duljega razdoblja (dvije godine).